# Strada di grande comunicazione Firenze-Pisa-Livorno
| SGC Firenze-Pisa-Livorno | SGC Firenze-Pisa-Livorno |
| ------------------------ | ------------------------ |
| Gesamtlänge              | 97 km                    |
| Regionen                 | Toskana                  |
| Beginn                   | Florenz                  |
| Ende                     | Livorno                  |

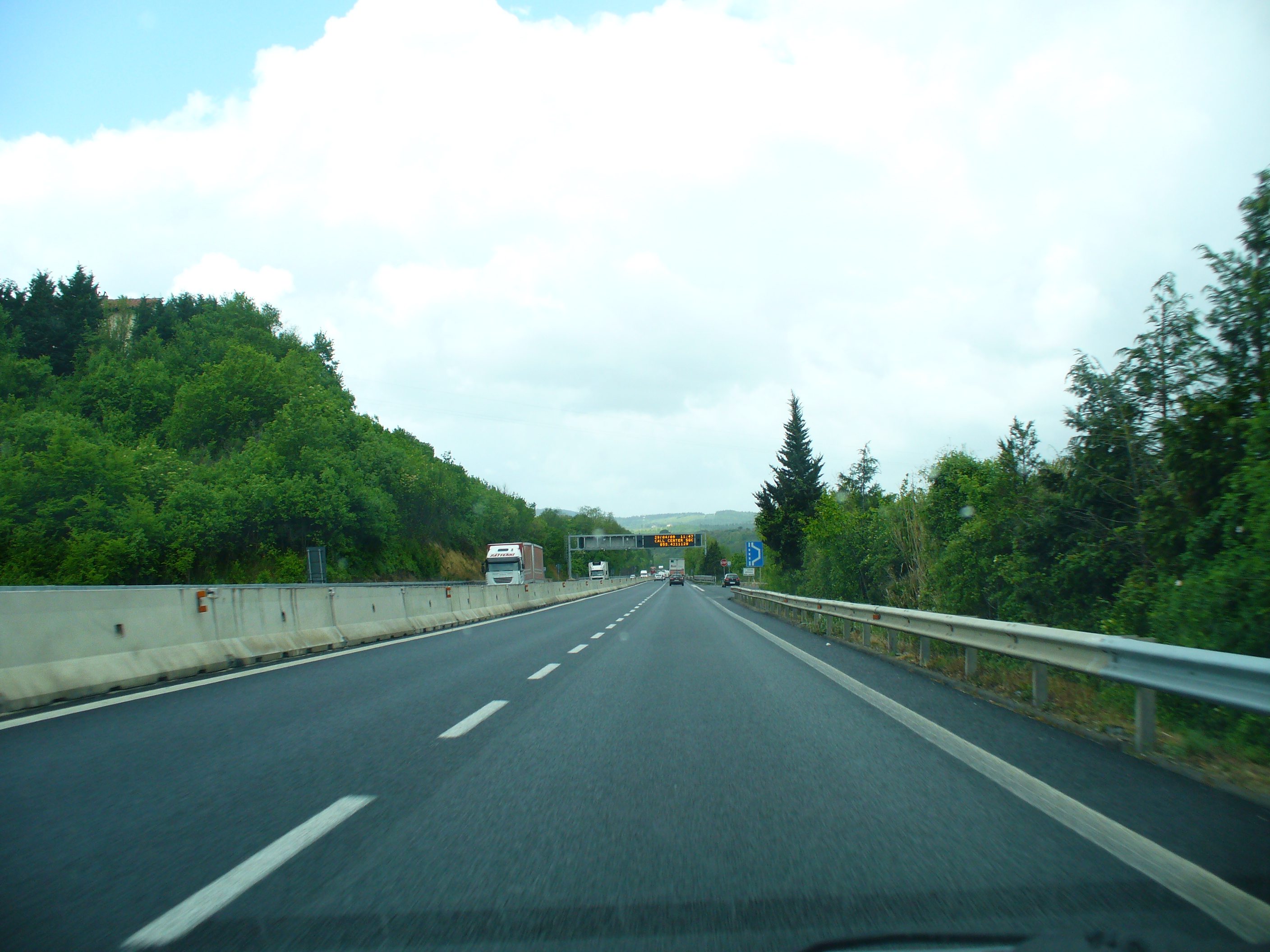
Zwischen der AS Lastra a Signa und Ginestra Fiorentina (FR Pisa-Livorno)

Die SGC Firenze-Pisa-Livorno, besser bekannt als FI-PI-LI, ist eine wichtige Schnellstraße in der Toskana, die die toskanischen Städte Florenz, Pisa und Livorno verbindet. Sie wurde Anfang der 1990er Jahre eröffnet.
Die Schnellstraße besitzt durchgehend vier Spuren, je zwei für jede Fahrtrichtung. Sie stellt eine wichtige Alternative zur A11 Florenz–Pisa dar, die rund 20 km nördlich parallel zu ihr verläuft. Sie ist durchgehend mautfrei und verläuft durch das untere Valdarno, parallel zur Bahnlinie Florenz-Pisa.
Auf der gesamten Strecke herrscht ein Tempolimit von 90 km/h, auf manchen Abschnitten ist die Höchstgeschwindigkeit auf 70 km/h beschränkt.
Kurz vor der Anschlussstelle Lavoria teilt sich die FI-PI-LI, ein Arm führt nach Livorno, der andere Arm nach Pisa. Der Abschnitt von Florenz nach Livorno hat eine Länge von 81 km, der Abschnitt Pisa-Lavoria 16 km.
Die FI-PI-LI hat einen direkten Anschluss an die A1 Mailand-Rom-Neapel, der Arm Livorno-Lavoria an die A12 Genua-Rosignano Marittimo bei Collesalvetti und der Arm Pisa-Lavoria ebenfalls an die A12 an der Ausfahrt Pisa-Centro.

## Streckenverlauf
|  | Firenze – Viale Etruria                         | 0    | FI |
|  | Firenze – Ponte a Greve / Viadotto dell’Indiano | 0,4  | FI |
|  | Milano – Napoli                                 | 2,6  | FI |
|  | Firenze – Scandicci                             | 3,2  | FI |
|  | Firenze – Lastra a Signa                        | 5,8  | FI |
|  | Area Servizio Lastra a Signa – ovest            | 10.2 | FI |
|  | Ginestra Fiorentina                             | 15,8 | FI |
|  | Area Servizio Montelupo – est                   | 16,4 | FI |
|  | Montelupo Fiorentino                            | 19,6 | FI |
|  | Empoli – est                                    | 21,9 | FI |
|  | Empoli                                          | 27,0 | FI |
|  | Empoli – ovest                                  | 29,4 | FI |
|  | Area Servizio San Miniato – ovest               | 31,8 | PI |
|  | Area Servizio San Miniato – est                 | 33   | PI |
|  | San Miniato                                     | 35   | PI |
|  | Santa Croce sull’Arno                           | 38,3 | PI |
|  | Montopoli in Val d’Arno                         | 44,1 | PI |
|  | Pontedera                                       | 50,5 | PI |
|  | Pontedera – Ponsacco                            | 55,5 | PI |
|  | Area Servizio Pontedera – nord                  | 56,8 | PI |
|  | Anschluss nach Pisa                             | 58,5 | PI |
|  | Area Servizio Gello – est                       | 61,8 | PI |
|  | Lavoria                                         | 62,0 | PI |
|  | Area Servizio Grecciano – nord/sud              | 64,6 | PI |
|  | Vicarello                                       | 67,2 | LI |
|  | Genova – Roma                                   | 69,2 | LI |
|  | Livorno – Interporto A. Vespucci Est            | 72,3 | LI |
|  | Livorno – Interporto A. Vespucci Ovest          | 75,3 | LI |
|  | Livorno – Centro                                | 76,2 | LI |
|  | Variante Aurelia                                |      | LI |
|  | Livorno – Stagno                                | 77,0 | LI |
|  | Livorno Porto                                   | 79,4 | LI |
|  | Tirrenia                                        | 80,0 | LI |
|  | Livorno – Darsena Toscana                       | 81,0 | LI |
|  | Livorno                                         | 81,5 | LI |

|  | Cascina                          | 63,2 | PI |
|  | Area Servizio Cascina – nord/sud | 64,0 | PI |
|  | Navacchio                        | 68,1 | PI |
|  | Area Servizio Titignano – est    | 70,3 | PI |
|  | Pisa – Nord-Est                  | 71,5 | PI |
|  | Aeroporto di Pisa                | 75,2 | PI |
|  | Pisa – ovest                     | 76,0 | PI |
|  | Genova – Roma                    | 78,5 | PI |